# Tadeusz Bukowski

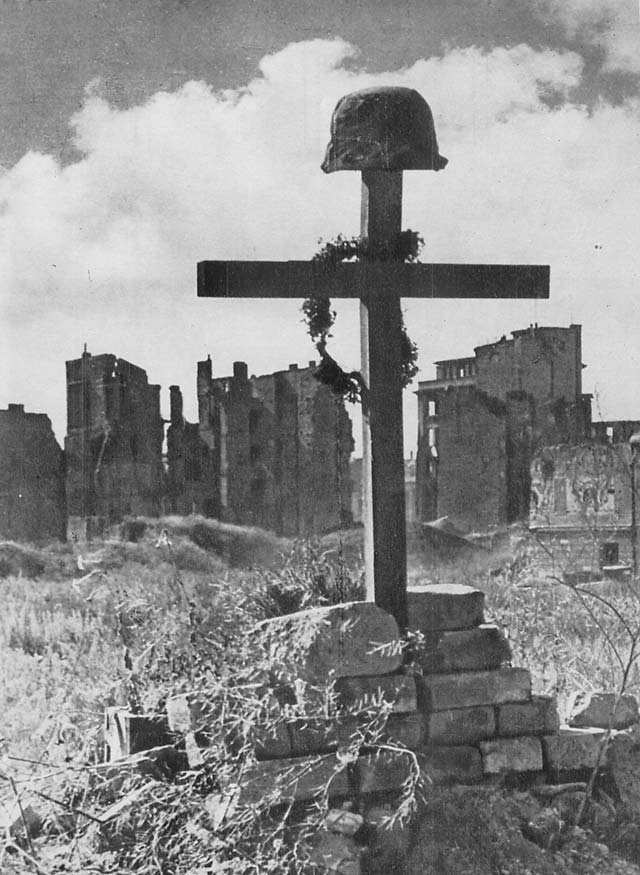
Bekannte Aufnahme von Bukowski, Titel: Grab eines Aufständischen, Warschau 1945

Tadeusz Bukowski (* 22. April 1909 in Warschau, Polen; † 21. November 1980 ebenda) war ein Fotograf und Kriegsjournalist, der durch seine Reportagen und Bilder über den Warschauer Aufstand bekannt wurde.

## Leben und Werk
Bukowski war ein Mitarbeiter des Informations- und Propagandabüro der polnischen Untergrundarmee (Biuro Informacji i Propagandy (Komendy Głównej Związku Walki Zbrojnej - Armii Krajowej)). Ihm gelang es umfangreiche Fotostrecken von der Besetzung Warschaus und des Warschauer Aufstands anzufertigen. Die Bilder erlangten hohe Popularität.
Für sein umfangreiches Werk wurde er von der Fédération Internationale de l’Art Photographique ausgezeichnet.

## Veröffentlichungen
- Lesław M. Bartelski, Tadeusz Bukowski: Warszawa w Dniach Powstania 1944. Warszawa: Krajowa Agencja Wydawnicza, 1980.

| Personendaten    | Personendaten                                  |
| ---------------- | ---------------------------------------------- |
| NAME             | Bukowski, Tadeusz                              |
| KURZBESCHREIBUNG | polnischer Fotograf und Kriegsberichterstatter |
| GEBURTSDATUM     | 22. April 1909                                 |
| GEBURTSORT       | Warschau, Polen                                |
| STERBEDATUM      | 21. November 1980                              |
| STERBEORT        | Warschau                                       |